# Sparbankshuset, Stockholm

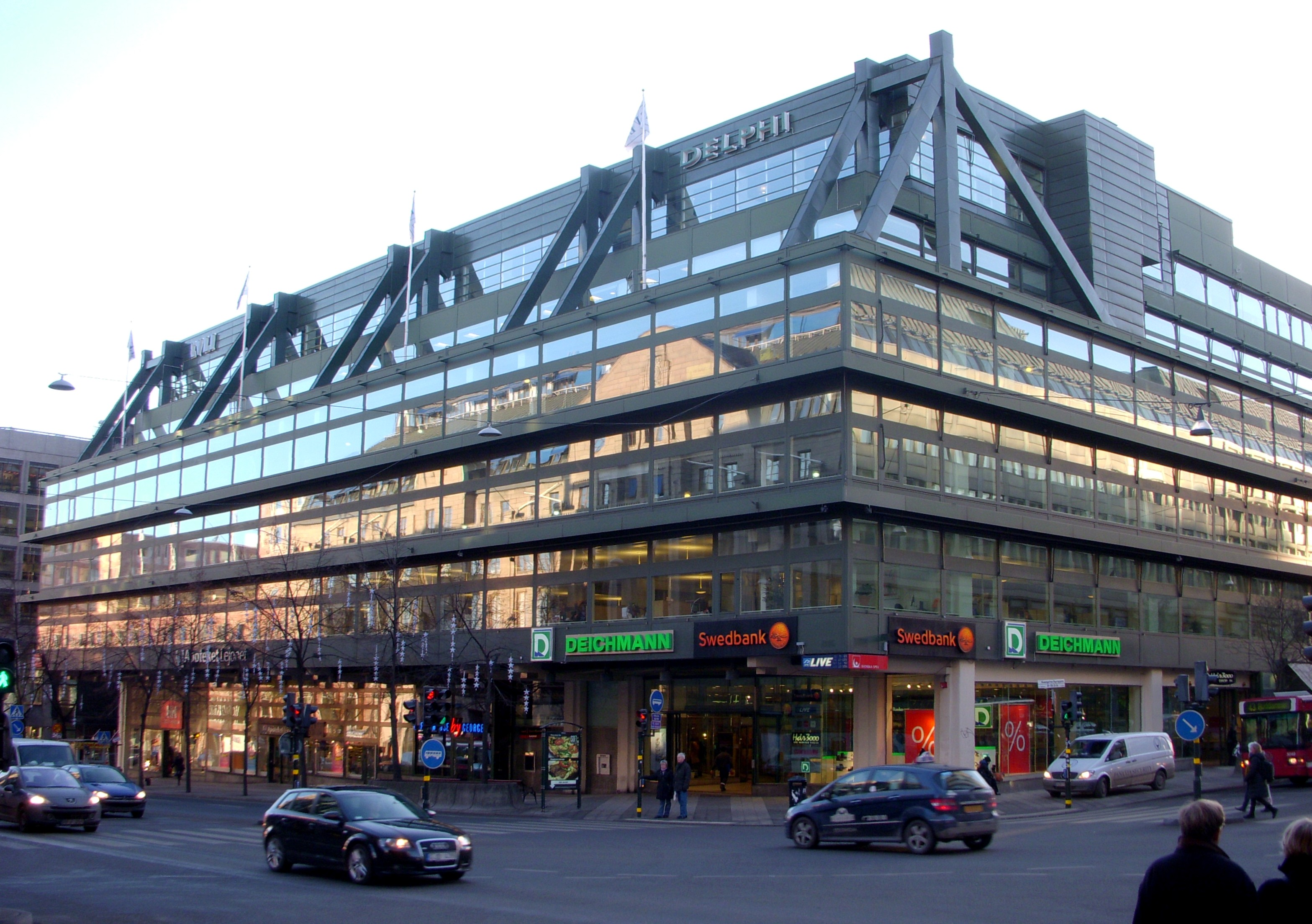
Sparbankshuset mot Hamngatan, 2009

Sparbankshuset är en kontorsbyggnad vid Hamngatan 31 i stadsdelen Norrmalm i Stockholm. Byggnaden ligger mellan Regeringsgatan och Västra Trädgårdsgatan.

## Arkitektur

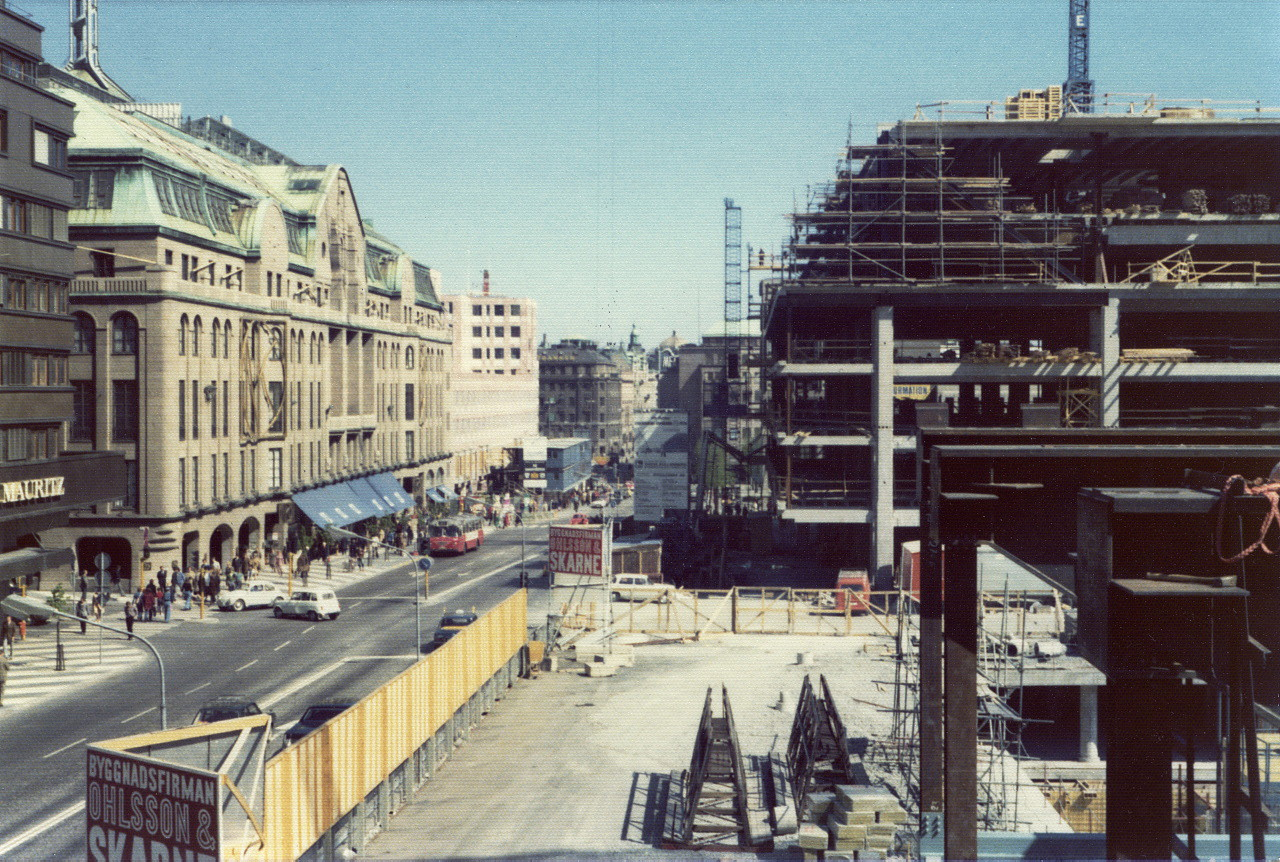
Hamngatan österut, Sparbankshuset (t.h.) under uppförande, maj 1974.

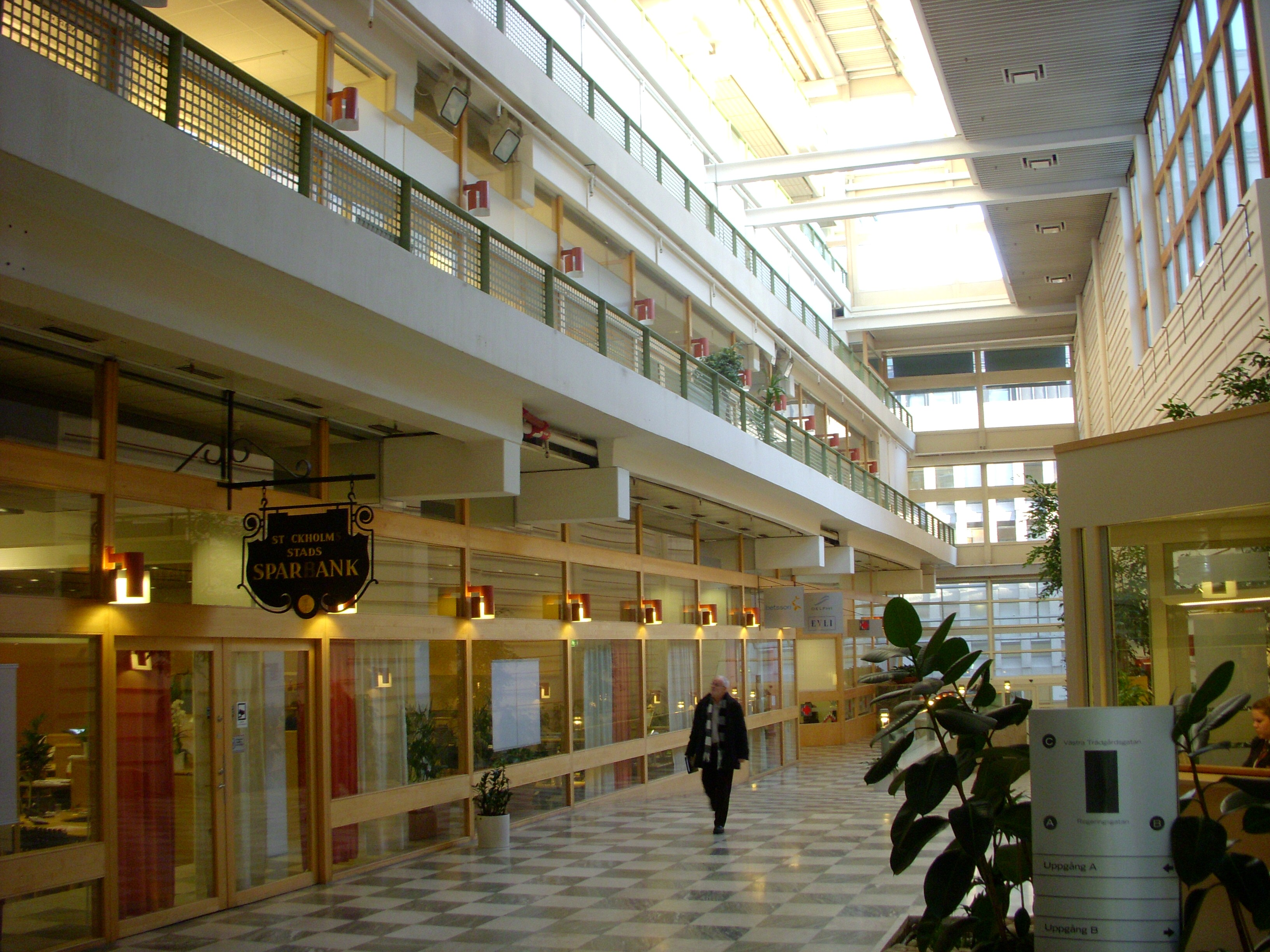
Innergården.

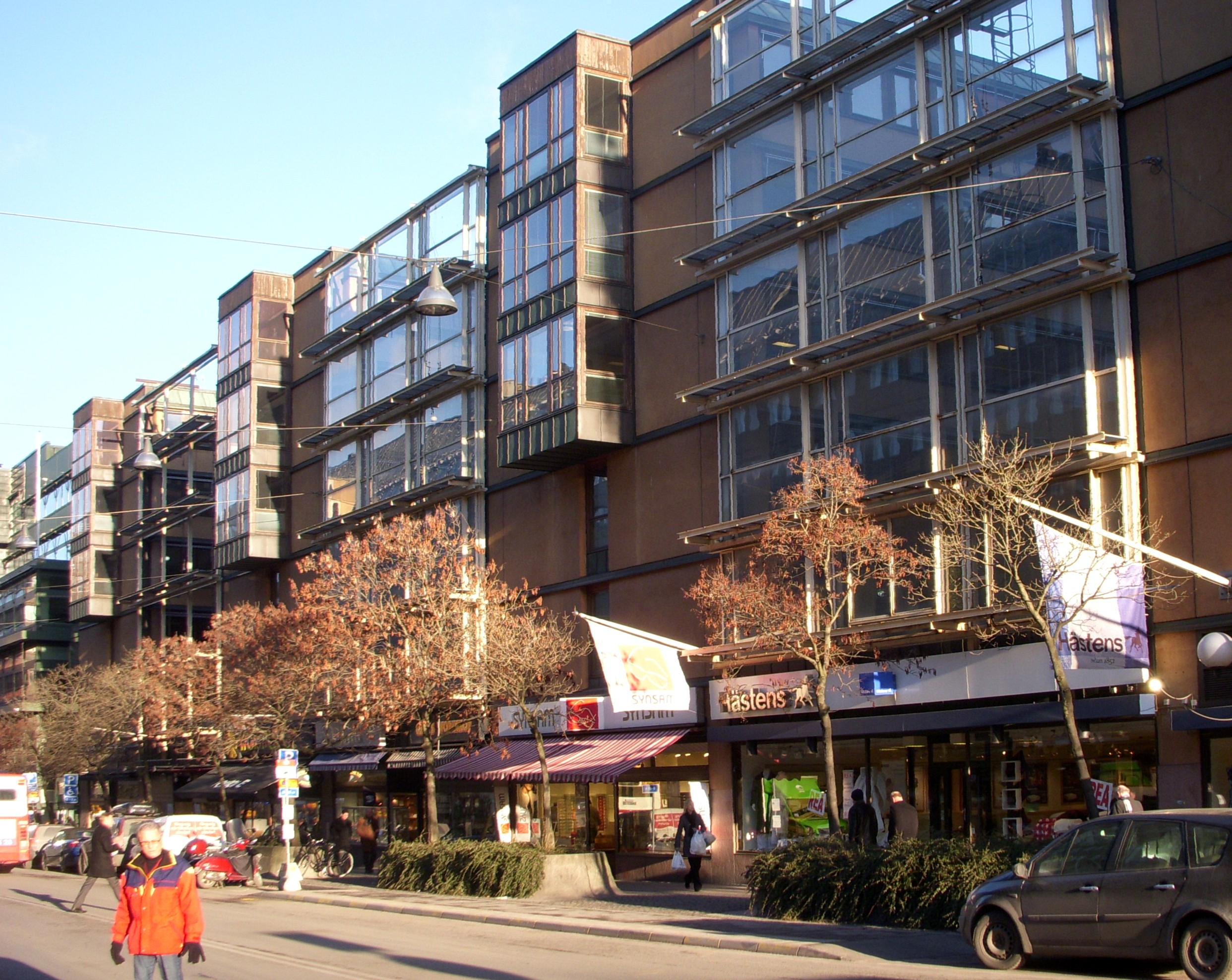
Fasaderna mot Regeringsgatan.

Huset uppfördes för Stockholms stads sparbank (som brukade det för sitt huvudkontor) på den plats där Sidenhuset fanns fram till 1969. Under åren 1973-1975 byggdes detta stora kontorskomplex efter ritningar av arkitekt Carl Nyrén. Komplexet består av två delar, dels byggnadskroppen mot Hamngatan, dels den mot Regeringsgatan. Delarna har fått helt olika utseenden. 
Byggnaden mot Regeringsgatan är uppdelad på fyra delvolymer med gulputsade lättbetongfasader. Gårdarna däremellan är avskärmade mot gatan med väggar av glas och stål. Huvudfasaden mot Hamngatan är klädd med grönmålad aluminiumplåt och karakteriseras genom de kraftigt utkragande kontorsvåningarna som bärs upp genom en synlig hängkonstruktion av markanta stålbockar i takregionen. Hela fasaden gavs en horisontell accent som förstärks genom liggande fönsterproportioner och långa solavskärmingar över fönstren. 
I bottenvåningen ligger affärer och banklokalerna, däröver kontorslandskap. I undervåningarna finns bland annat motionslokaler och simbassäng. I kvarterets inre finns en smal, hög ljusgård som är formgiven som en inglasad vinterträdgård med spaljéer och marmorgolv. Här har man utplacerat byggnadsfragment från Regeringsgatans tidigare bebyggelse. Ljusgården räknas som en av Stockholms vackraste. Byggnadsvolymen är totalt cirka 144.000 kubikmeter, och produktionskostnaden uppgick till 100 miljoner kronor.

## Ombyggnad
En ombyggnad genomfördes av Nyréns Arkitektkontor 2002-2004 då ett nytt fläkt- och ventilationssystem installerades under marknivån vilket frigjorde den översta våningen ovanför de utskjutande kontorsvåningarna mot Hamngatan. Våningen har konverterats till kontor och fönster har tagits upp i fasaden. Den nya fasadutformningen för den översta våningen har anpassats efter husets arkitektur, med liknande liggande fönsterproportioner. Det tidigare öppna hörnet i gatunivå med nedgång till Hästskogången glasades också in i samband med ombyggnaden, som sammanföll med renoveringen av den tidigare dygnetruntöppna Hästskogången. 

## Kulturhistorisk klassning
Fastigheten klassades år 2007 genom Stadsmuseets Norrmalmsinventering som en av de mest värdefulla fastigheterna på Norrmalm, och byggnaden var en av fjorton fastigheter uppförda 1960-1989 som gavs en blåmärkning vilket innebär att huset uppfyller kriterierna för byggnadsminnen i kulturminneslagen. Två grannfastigheter blåmärktes samtidigt, PK-huset snett över Hamngatan, och grannhuset Sverigehuset.